# Liste der Kulturdenkmäler in Nieder Kostenz
In der Liste der Kulturdenkmäler in Nieder Kostenz sind alle Kulturdenkmäler der rheinland-pfälzischen Ortsgemeinde Nieder Kostenz aufgeführt. Grundlage ist die Denkmalliste des Landes Rheinland-Pfalz (Stand: 27. Oktober 2023).

## Einzeldenkmäler
| Bezeichnung                           | Lage                                | Baujahr         | Beschreibung                                               | Bild                           |
| ------------------------------------- | ----------------------------------- | --------------- | ---------------------------------------------------------- | ------------------------------ |
| Backhaus                              | Hauptstraße, bei Nr. 10 Lage        | 18. Jahrhundert | Backhaus, 18. Jahrhundert                                  | Fotos hochladen                |
| Katholische Kapelle Mariä Heimsuchung | Kapellenweg Lage                    | 1752            | barocker Saalbau, 1752; bauliche Gesamtanlage mit Friedhof | weitere Bilder Fotos hochladen |
| Eisenbahnbrücke                       | südlich des Ortes und der B 50 Lage | um 1908         | Eisenbahnbrücke der Hunsrückquerbahn; Sandstein, um 1908   | Fotos hochladen                |